# Yabuki
Yabuki (japanska: 矢吹町?, Yabuki-machi) är en landskommun (köping) i Fukushima prefektur i Japan.  